# Barbro Osher
Barbro Sachs Osher, ogift Klint, född 21 maj 1940 i Oscars församling i Stockholm, är en svensk mecenat och Sveriges generalkonsul i San Francisco, USA. 

## Biografi
Barbro Osher är dotter till Bo Klint och dotterdotter till Richard Julin. Efter studentexamen i Motala avlade hon filosofie kandidatexamen vid Stockholms universitet. 
Första gången var hon gift 1965–1975 med sektionschefen Hans Sachs (född 1937), som var son till NK-direktören Ragnar Sachs och Ingrid, ogift Bergvall, och andra gången gifte hon sig 1980 med Bernard Osher.
På 1980-talet hade Barbro Osher uppdrag för bland andra organisationen Positiva Sverige, Turistrådet och Kungl. Ingenjörsvetenskapsakademien. Hon blev honorär generalkonsul i Los Angeles 1995 och i San Francisco 1998.
Barbro Osher är ordförande för Bernard Osher Foundation och driver Pro Suecia Barbro Osher Foundation. Tillsammans med sin make Bernard Osher, som drev en av USA:s största sparbanker World Savings, har hon donerat miljardbelopp till främst konstnärliga och medicinska ändamål, varav en inte obetydlig del har gått till svenska institutioner. Confidencen, Kungliga Operan, Nationalmuseum, Moderna museet, Vadstena-Akademien, Judiska museet, Dalhalla, Romeo & Julia Kören, Sveriges Allmänna Konstförening och Tekniska museet hör till de verksamheter som fått deras stöd.
För utforskande och integrering av komplementärmedicin och vanlig skolmedicin – benämnt integrativ medicin – har hon vid Karolinska Institutet, Harvard University och University of California låtit skapa Osher Center för integrativ medicin.
Barbro Osher är aktiv inom organisationen Swea och har grundat en lokalavdelning i San Francisco.
I en intervju om sin verksamhet i SVT-programmet Kobra 23 maj 2012 varnade hon för tanken att Sverige skulle söka eftersträva en övergång till USA:s system med beroenden av sponsring och mecenater för kultur och andra samhällsverksamheter. Det är inte ett system hon sade sig uppleva som positivt.

## Priser och utmärkelser
- H. M. Konungens medalj i guld av 12:e storleken i Serafimerordens band (Kon:sGM12mserafb 2020) för mångåriga och förtjänstfulla insatser för att främja svensk kultur och det svensk-amerikanska samarbetet[6]
- Nordiska museets Hazeliusmedaljen i guld (2014) för sina insatser för svensk kultur och forskning.[7]
- Professors namn av regeringen (2014) för hennes insatser för svenskt kulturliv och för internationellt utbyte inom konst och kultur.[8]
- Medicine hedersdoktor vid Karolinska Institutet (Med. dr. h.c., 2010)
- Filosofie hedersdoktor vid Göteborgs universitet (Fil. dr. h.c., 2006)
- SWEA:s Årets Svenska Kvinna (2005)
- Som erkännande för sin mecenatgärning har Barbro Osher fått en skulpturpark uppkallad efter sig. Parken, som fått namnet Barbro Osher Sculpture Garden, tillhör De Young Museum i San Francisco och ligger i Golden Gate Park.
- Honorär generalkonsul i Los Angeles (1995) och i San Francisco (1998).